# Plough Lane (1912–2002)
Plough Lane – nieistniejący stadion piłkarski w Londynie, na którym do 1991 roku swoje mecze rozgrywał zespół Wimbledon FC. Obiekt istniał w latach 1912–2002.
Pierwszy mecz na Plough Lane odbył się 7 września 1912. W latach dwudziestych XX wieku średnia frekwencja wahała się między 5 000 a 8 000 widzów. W  1954 roku zainstalowano sztuczne oświetlenie.
Podział obiektu ze względu na trybuny był następujący:
- Wandle End
- North Stand
- West Bank
- South Stand

Rekordową frekwencję zanotowano w 1935 roku w meczu Pucharu Anglii zespołów amatorskich (ang. FA Amateur Cup) pomiędzy Wimbledon FC a HMS Victory; spotkanie obejrzało 18 080 widzów. Ostatni ligowy mecz rozegrano 4 maja 1991, następnie, w związku z publikacją Raportu Taylora i wdrożeniu bardziej restrykcyjnych wymagań infrastrukturalnych, Wimbledon FC przeniósł się na Selhurst Park, a w 2003 roku klub przeprowadził się z Londynu do Milton Keynes, przekształcając się następnie w MK Dons. W wyniku tej przeprowadzki część fanów dawnego Wimbledon FC założyła nowy klub, AFC Wimbledon, który rozgrywał swoje spotkania na Kingsmeadow w londyńskiej gminie Kingston upon Thames. Do 1998 roku z Plough Lane korzystały jeszcze zespoły rezerw Wimbledonu i Crystal Palace.
W 1998 roku obiekt sprzedano przedsiębiorstwu Safeway, które zamierzało na jego terenie zbudować supermarket. Do 2002 roku Safeway nie uzyskał jednak pozwolenia na budowę i odstąpił od inwestycji. Mocno zaniedbany już wówczas obiekt został wtedy rozebrany. W 2005 roku teren sprzedano firmie deweloperskiej i do 2008 roku powstały tutaj nowe budynki mieszkalne.
W latach 2019–2020, w odległości pół kilometra, na terenie dawnego Wimbledon Greyhound Stadium, powstał nowy stadion Plough Lane, na którym swoje spotkania rozgrywają odtąd piłkarze klubu AFC Wimbledon.